# Bislett-Stadion
Das Bislett-Stadion ist ein norwegisches Fußballstadion mit Leichtathletikanlage im Osloer Stadtviertel Bislett im Stadtteil St. Hanshaugen.

## Geschichte
Das ursprüngliche Stadion wurde zwischen 1917 und 1922 erbaut. Es besitzt momentan Sitzplätze für 15.400 Zuschauer, davon 3.500 überdacht, und inklusive der 300 V.I.P.-Plätze und 250 Plätze für die Journalisten und Kommentatoren. Früher fanden auch Eisschnelllaufwettkämpfe statt. Es ist das bekannteste Sportstadion in Norwegen. In dem Stadion sind über ein Dutzend Weltrekorde im Eisschnelllauf und über 60 Weltrekorde in der Leichtathletik aufgestellt worden. Die Sportstätte wurde von der Zeitschrift Sports Illustrated auf Platz 5 der schönsten Sportanlagen des 20. Jahrhunderts ernannt.
Im Jahr 2004 wurde das Stadion abgerissen, um für ein neues Stadion Platz zu machen. Den Neubau führte die Baufirma NCC Construction A/S durch; die auch die Unity Arena gebaut hat. Dabei wurde die alte sechsspurige Laufbahn entfernt und eine achtspurige Leichtathletikanlage mit dem Kunststoffbelag Polytan WS erneuert. Das neue Stadion wurde im Sommer 2005 eröffnet.

## Leichtathletik
Im Jahr 1946 fanden hier vom 23. bis zum 25. August die Leichtathletik-Europameisterschaften statt. Seit 1965 findet jedes Jahr das Leichtathletik-Meeting Bislett Games statt. Nur 2004 musste die Veranstaltung wegen des Umbaus nach Bergen umziehen.

## Fußball
Am 24. Juni 1953 verlor Norwegen im Bislett-Stadion das Qualifikationsspiel der Gruppe 1 zur Fußball-Weltmeisterschaft 1954 in der Schweiz mit 2:3 (2:2) gegen das Saarland vor 22.000 Zuschauern. Der Schiedsrichter der Partie war Johan Bronkhorst aus den Niederlanden. Seit 2006 wird das norwegische Fußballpokalfinale der Frauen (NM-Cup) im Bislett-Stadion ausgetragen.

## Eisschnelllauf
Die Bahn wurde 1909 eröffnet. Die Eisschnelllauf-Wettbewerbe der Olympischen Winterspiele 1952 wurde im Bislett ausgetragen. Zwischen 1925 und 1986 fanden im Stadion dreizehn Eisschnelllauf-Mehrkampfweltmeisterschaften und zehn Eisschnelllauf-Mehrkampfeuropameisterschaften statt. Nach der Eisschnelllauf-Mehrkampfeuropameisterschaft 1986 wurde die Eisschnelllaufbahn geschlossen.

## Dies und das
Der norwegische Schriftsteller Dag Solstad hat in seinem Roman Scham und Würde (1994, dt. 2007), der in Oslo spielt, dem alten Bislett-Stadion ein kleines Denkmal geschaffen:

„Er [Elias Rukla] wollte gerade die Straße überqueren, zunächst zum Bislett Bad, dann am Stadion vorbeigehen, als ihm der ästhetische Anblick des Bislett Stadions auf der anderen Straßenseite in die Augen stach. Bislett ist ein wirklich schmuckes Stadion, dachte er. Art déco. Eine Zierde für die Stadt. Klein, dafür daß es das größte Stadion einer europäischen Hauptstadt war, aber was für herrliche Dimensionen. Und dann die seltsame Akustik, mit ihrem Echo von den Betonwänden, wenn begeistertes Gebrüll auf sie traf und wieder zurückgeworfen wurde, dachte er […].“

## Galerie

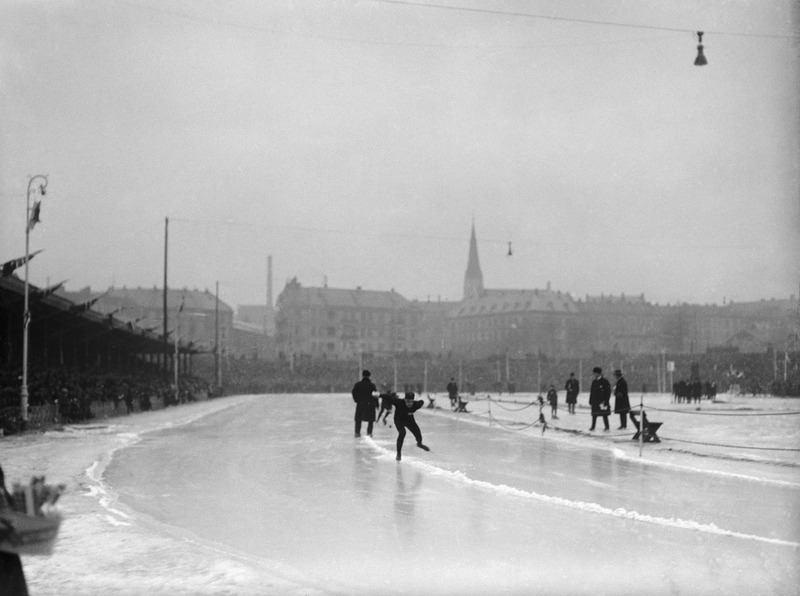
Bislett-Stadion mit Eisschnelllaufbahn um 1925
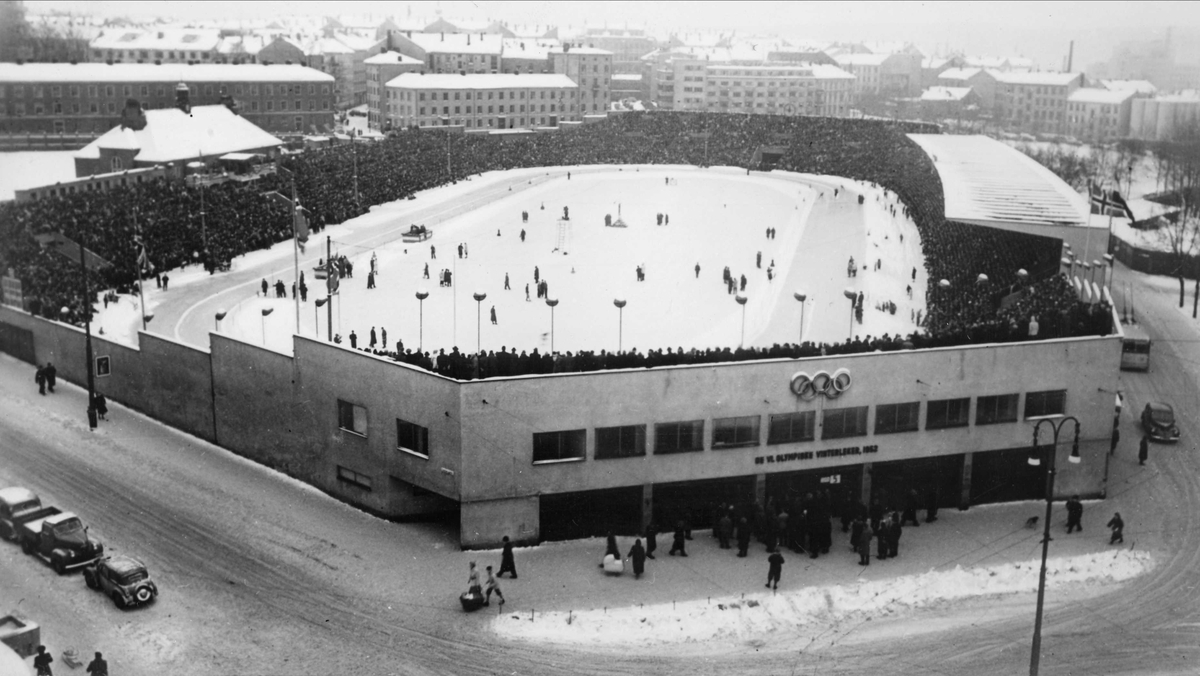
Olympische Winterspiele 1952
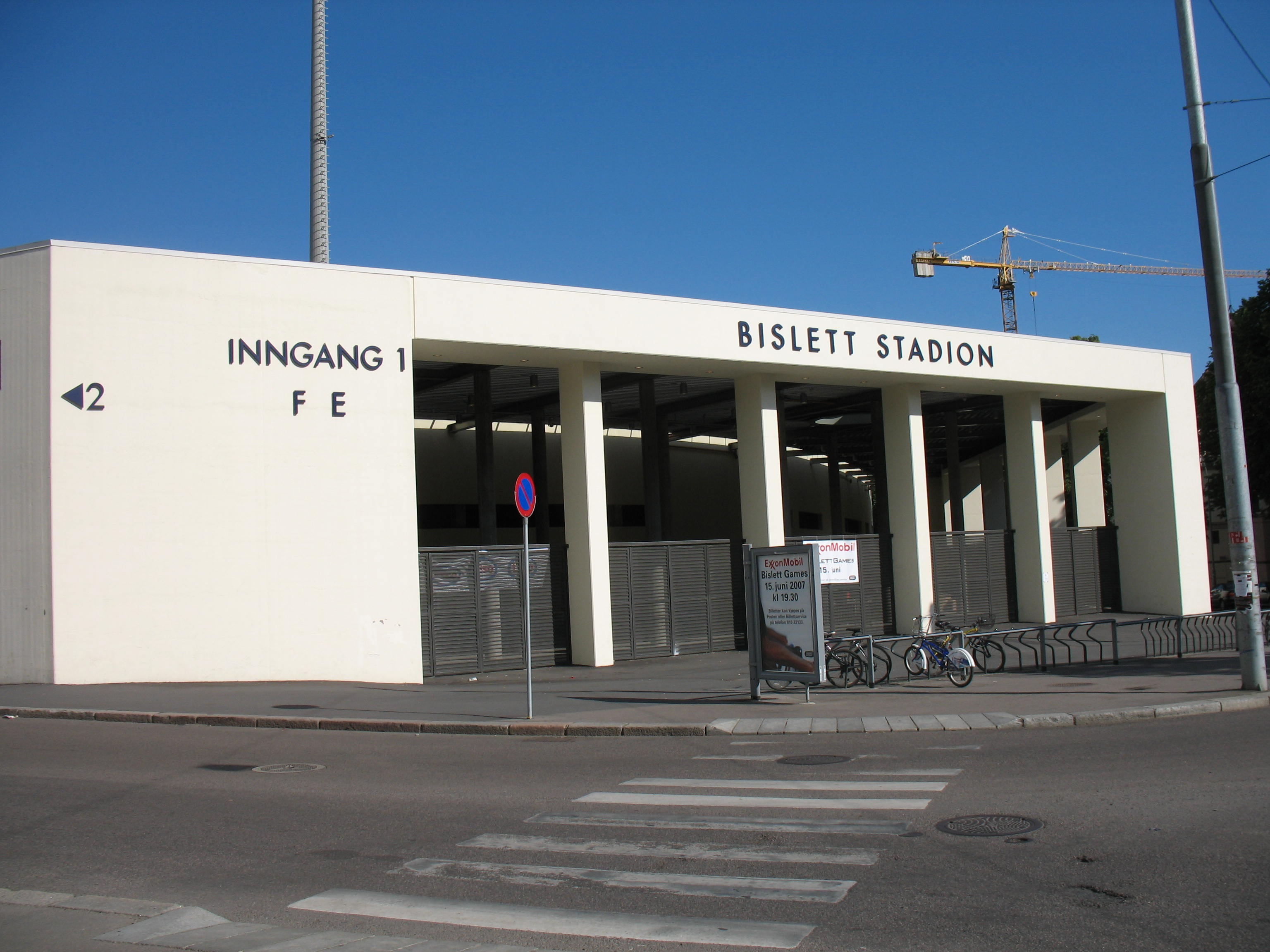
Eingang 1 am Bislett plass
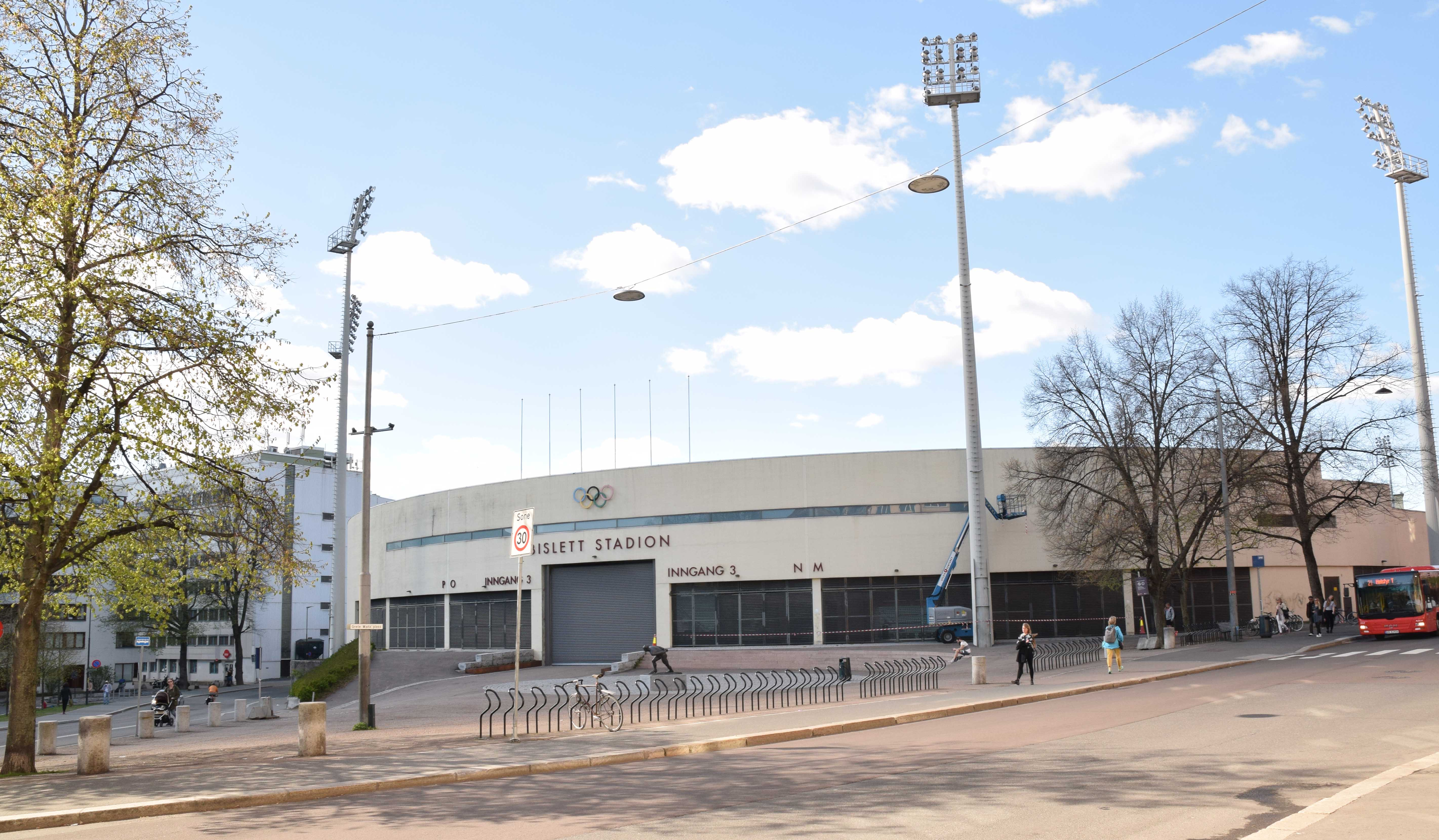
Grete Waitz' plass vor dem Eingang 3
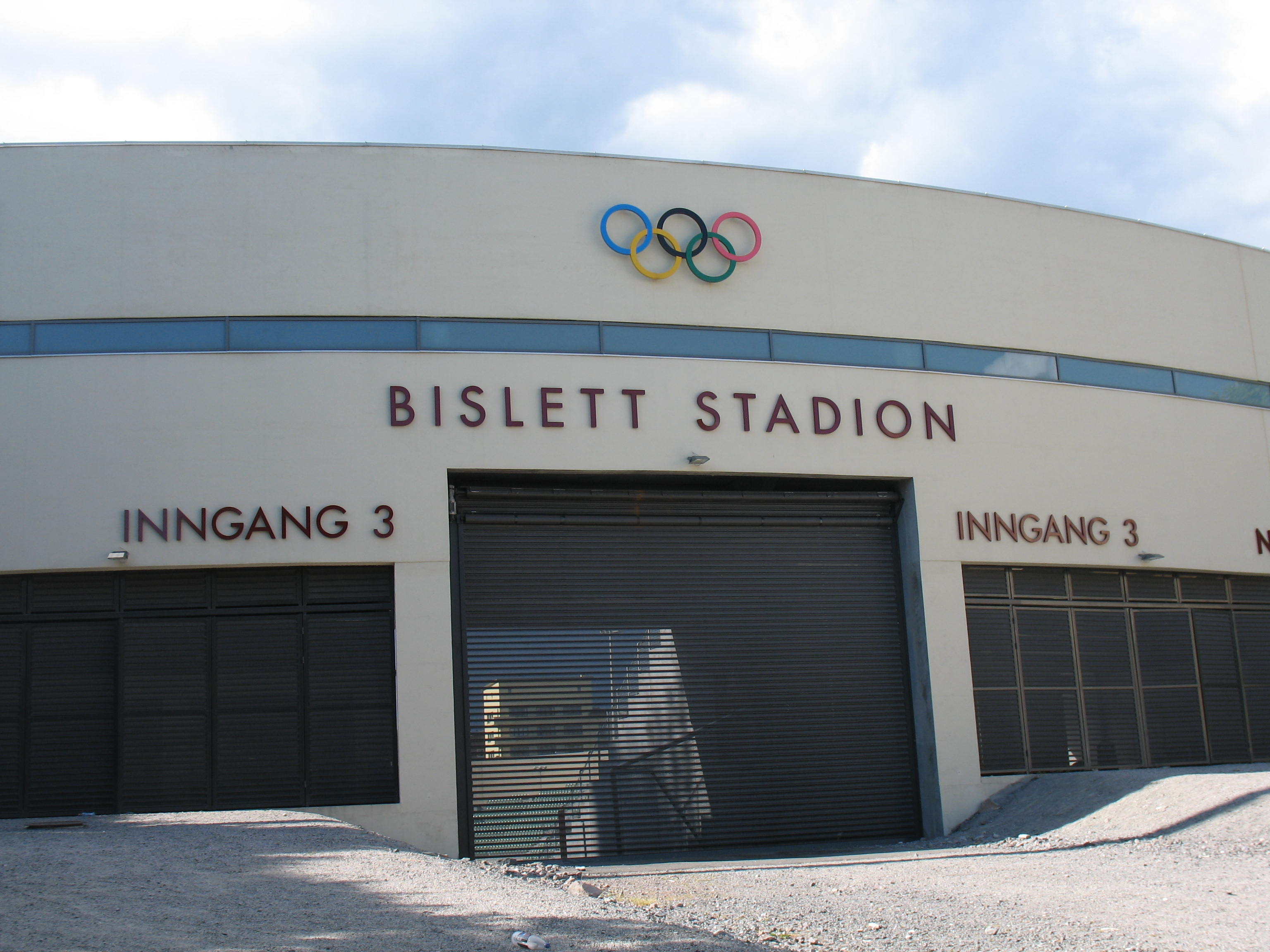
Eingang 3